# Змішаний синапс
Змішані синапси — синапси, в яких одночасно наявна електрична та хімічна провідність нервового сигналу; таким чином, вони сполучають функції та будову хімічного та електричного синапсу. Функції змішаних синапсів вивчено недостатньо.
Змішані синапси вперше були виявлені 1963 року в гангліях курки, а надалі — майже винятково в нервовій системі риб. Але у 1990-ті роки такі синапси знайшли в спинному мозку щурів, а надалі й у корі великих півкуль та гіпокампі.
Змішані синапси зазвичай знаходяться на аксонах, терміналь яких утворює хімічний синапс з дендритом чи сомою постсинаптичного нейрона, а конексини забезпечують електричний зв'язок аксона з дендритом цього чи іншого нейрона. Особливі змішані синапси були виявлені між дендритами нейронів нюхової цибулини, де вони електричні контакти передають інформацію в зворотному напрямі від хімічного синапсу, забезпечуючи синхронізацію сигналів.
У спинному мозку вони складають 3-5 % усіх синапсів, але при цьому для деяких нейронів досягають 30-100 % усіх збуджувальних (глутаматергічних) синапсів. Електричні з'єднання між клітинами забезпечуються конексином-36.